# Wynohradiwka (Bolhrad)
Wynohradiwka (ukrainisch Виноградівка; russisch Виноградовка Winogradowka, rumänisch Curciu) ist ein im Budschak gelegenes Dorf in der ukrainischen Oblast Odessa mit etwa 3800 Einwohnern (2025).

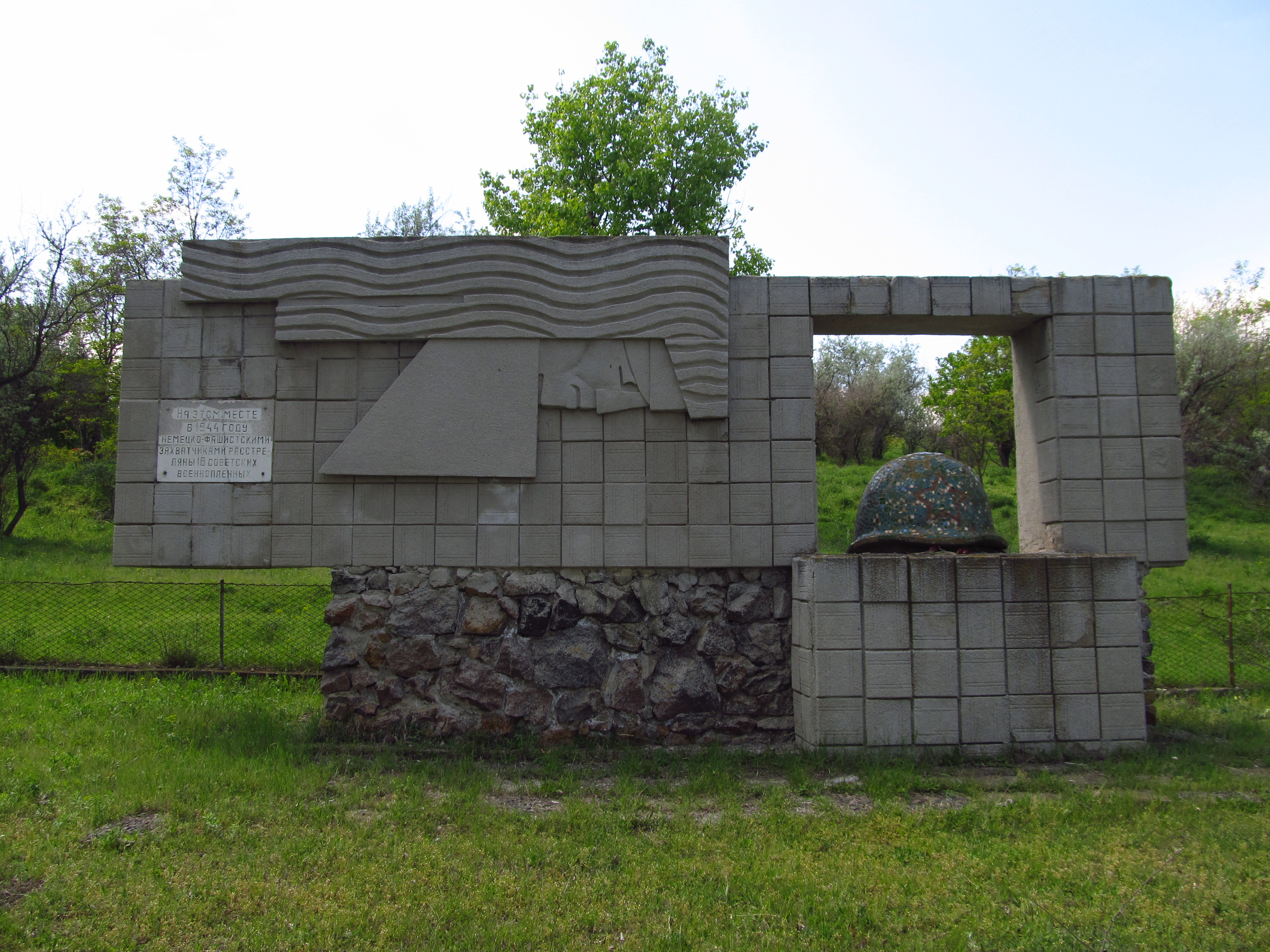
Massengrab von 18 erschossenen kriegsgefangenen Soldaten der Roten Armee

Die Ortschaft liegt nahe einem Grenzübergang der moldauisch-ukrainischen Grenze am Nordufer des Jalpuhsees. Das Rajonzentrum Bolhrad liegt 5 km östlich und das Oblastzentrum Odessa etwa 235 km nordöstlich von Wynohradiwka. Durch das Dorf verläuft die Territorialstraße T–16–29 und nördlich vom Dorf die T–16–06.
Bis zum 14. November 1945 trug der Ort den Namen Kurtschi (Курчі).

## Geschichte
Wynohradiwka wurde 1811 von Siedlern aus Bulgarien im Gouvernement Bessarabien des Russischen Kaiserreiches gegründet. Nach dem für Russland verlorenen Krimkrieg ging das Gebiet um Cahul, Bolgrad und Ismail, in dem auch Wynohradiwka liegt, 1856 an das Fürstentum Moldau, um nach dem nächsten Russisch-Osmanischen Krieg 1878 wieder, bis 1917, an Russland zu fallen. In den Wirren der Oktoberrevolution verlor Russland Bessarabien, dass sich zur 1917 Demokratischen Moldauischen Republik erklärte und im gleichen Jahr freiwillig an das Königreich Rumänien anschloss. Nach der Besetzung Bessarabiens 1940 durch die Sowjetunion lag das Dorf im Rajon Bolhrad der Oblast Akkerman (ab dem 7. August 1940 Oblast Ismajil) in der Ukrainischen SSR. Zu Beginn des Deutsch-Sowjetischen Krieges kam das Dorf 1941 erneut an Rumänien. Nachdem die Rote Armee Bessarabien 1944 zurückerobert hatte, lag das Dorf wieder in der ukrainischen Oblast Ismajil, die 1954 in der Oblast Odessa aufging. 1991 wurde die Ortschaft Teil der unabhängigen Ukraine.

## Verwaltungsgliederung
Am 12. Juni 2020 wurde das Dorf ein Teil der Stadtgemeinde Bolhrad; bis dahin bildete es die Landratsgemeinde Wynohradiwka (Виноградівська сільська рада/Wynohradiwska silska rada) im Westen des Rajons Bolhrad.